# Udea calliastra
Udea calliastra is een vlinder uit de familie van de grasmotten (Crambidae), uit de onderfamilie van de Spilomelinae. De wetenschappelijke naam van deze soort is voor het eerst voorgesteld als Phlyctaenia calliastra door Edward Meyrick in een publicatie uit 1899.

## Verspreiding
De soort komt voor in Hawaï.

## Ondersoorten
- Udea calliastra calliastra (Meyrick, 1899)
- Udea calliastra hyacinthias (Meyrick, 1899)
- Udea calliastra synastra (Meyrick, 1899)